# Farcadón

Mapa con algunas de las principales ciudades de la antigua Tesalia y zonas adyacentes. Farcadón estaba situada en el valle del río Peneo.

Farcadón (en griego, Φαρκαδών) es el nombre de una antigua ciudad griega de Tesalia.
En el año 200 a. C., durante la segunda guerra macedónica, tropas de atamanes comandadas por Aminandro y tropas de la liga Etolia, aliadas de los romanos, establecieron sus campamentos en torno a la ciudad de Farcadón mientras se dedicaban al saqueo en la llanura Tesalia. Fueron atacados por tropas de Filipo V de Macedonia, que los puso en fuga.
Estrabón la ubica en el distrito de Histeótide, en la margen izquierda del río Peneo, después de que este río pase cerca de Trica y Pelineo, y antes de Átrax y Lárisa.